# 15. (slovenska) divizija (NOVJ)
15. (slovenska) divizija je bila partizanska divizija, ki je delovala v sklopu NOV in POJ v Jugoslaviji med drugo svetovno vojno.

## Zgodovina
Ustanovljena je bila 13. julija 1943. Ob ustanovitvi je divizija imela tri brigade in 1.616 borcev.

## Sestava
Julij 1943
- Gubčeva brigada
- Cankarjeva brigada
- Šlandrova brigada

Oktober 1943
- Gubčeva brigada
- Cankarjeva brigada

- 12. brigada "Štajerska"  - Ustanovljena 24.septembra.1943 iz večinskega dela Šlandrove brigade, ki je  bila prerazporejena na Štajersko operativno območje in dela Gubčeve brigade.

- 14. brigada "Želežničarska" - Ustanovljena 25 septembra.1943 v Novem mestu, kjer so bili želežničarji med prvimi organizatorji narodnoosvobodilnega boja na novomeškem okrožju OF.

- 15. brigada "Belokranjska" - Ustanovljena 28.septembra.1943 iz Vzhodno dolenjskega odreda v Metliki, dodeljena 15 diviziji 2.oktobra.1943.

## Poveljstvo
Poveljniki
- Dragan Jeftić

Politični komisarji
- Viktor Avbelj

- Milan Tominc

Komandanti
- Rudolf Pušenjak